# コルネイユ・ド・ブロックラン

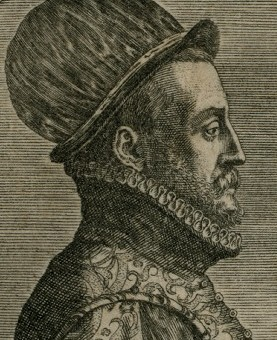
コルネイユ・ド・ブロックラン

コルネイユ・ド・ブロックラン（Corneille de Blockland, 1530年? - ?）は、16世紀後半にフランスで活動した医師、音楽家。オランダのモントフォルトで生まれ、フランスではブルゴーニュ地方のサン・タムールに住んだ。医師としての著書は確認されていない。音楽家としては『音楽の指導』（Instruction de Musique, リヨン、1573年。『実践的な音楽習得のための理論的かつ非常に容易な指導』 Instruction méthodique & fort facile pour apprendre la musique pratique と改題の上で、1587年に再版）、『音楽の第2の小庭園』（Le second Jardinet de Musique, リヨン、1579年）の2冊を刊行した。
アントワーヌ・デュ・ヴェルディエの書誌（1585年）では、この人物は、占星術師アンベール・ド・ビリーと同一人物であるとされている。